# 景尚乡
景尚乡，是中华人民共和国山西省晋中市寿阳县下辖的一个乡镇级行政单位。

## 行政区划
景尚乡下辖以下地区：
景尚村、贾豹村、库韩村、重桃村、禹家寨村、鸦鸣村、张韩村、寺塘村、天恩村、张韩河村和沿村。